# Salut 2.0

Salut 2.0

Salut 2.0 és un terme introduït a mitjans de la primera dècada dels anys 2000, ja que el subconjunt de tecnologies assistencials reflectides en el moviment Web 2.0. Ha estat definit com la interacció entre professionals, pacients i organitzacions en l'àmbit de la salut basades en el núvol. Alguns promotors de Salut 2.0 veuen aquestes tecnologies com la capacitació dels pacients per tenir un control més gran sobre la seva pròpia salut i disminuir el paternalisme mèdic. Els crítics de les tecnologies han expressat preocupacions sobre possibles desinformacions i violacions de la privadesa del pacient.